# توني سيلفا (عالم طيور)
توني سيلفا (بالإنجليزية: Tony Silva)‏ هو عالم طيور أمريكي، ولد في 25 أغسطس 1960 في كوبا.

## وصلات خارجية
- الموقع الرسمي